# McKale Center
Le McKale Memorial Center est une salle omnisports située sur le campus de l'Université d'Arizona à Tucson dans l'Arizona.
C'est le domicile des équipes de basket-ball et de volley-ball de l'université. Ces équipes jouent sous le nom de Arizona Wildcats et participent aux compétitions universitaires organisées par la National Collegiate Athletic Association. Le McKale Center a une capacité de 14 545 places pour les matchs de basket-ball.

## Histoire
Le McKale Center fut ouvert au public le 1er février 1973.
En 2002, une extension à la salle ouvre ses portes, le Eddie Lynch Athletics Pavilion (qui a coûté $14 millions de dollars).

## Événements
- Tournoi masculin de basket-ball de la Pacific Ten Conference, 1988
- Le 12 janvier 2011 le McKale Center accueilli une cérémonie commémorative pour les victimes de la Fusillade de Tucson en 2011 dans lesquelles le Président Barack Obama était le locuteur principal.

## Galerie

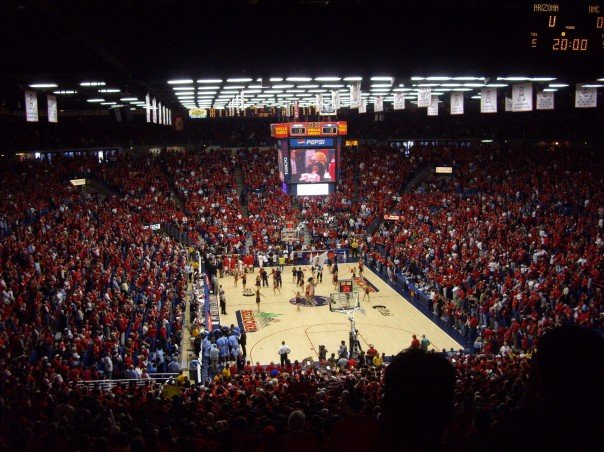
Intérieur
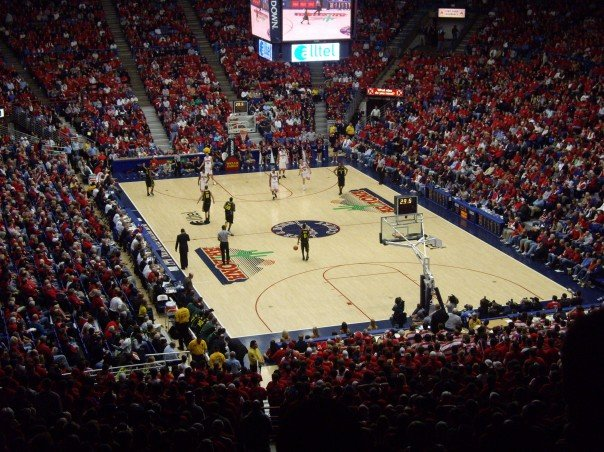
Match de basket-ball
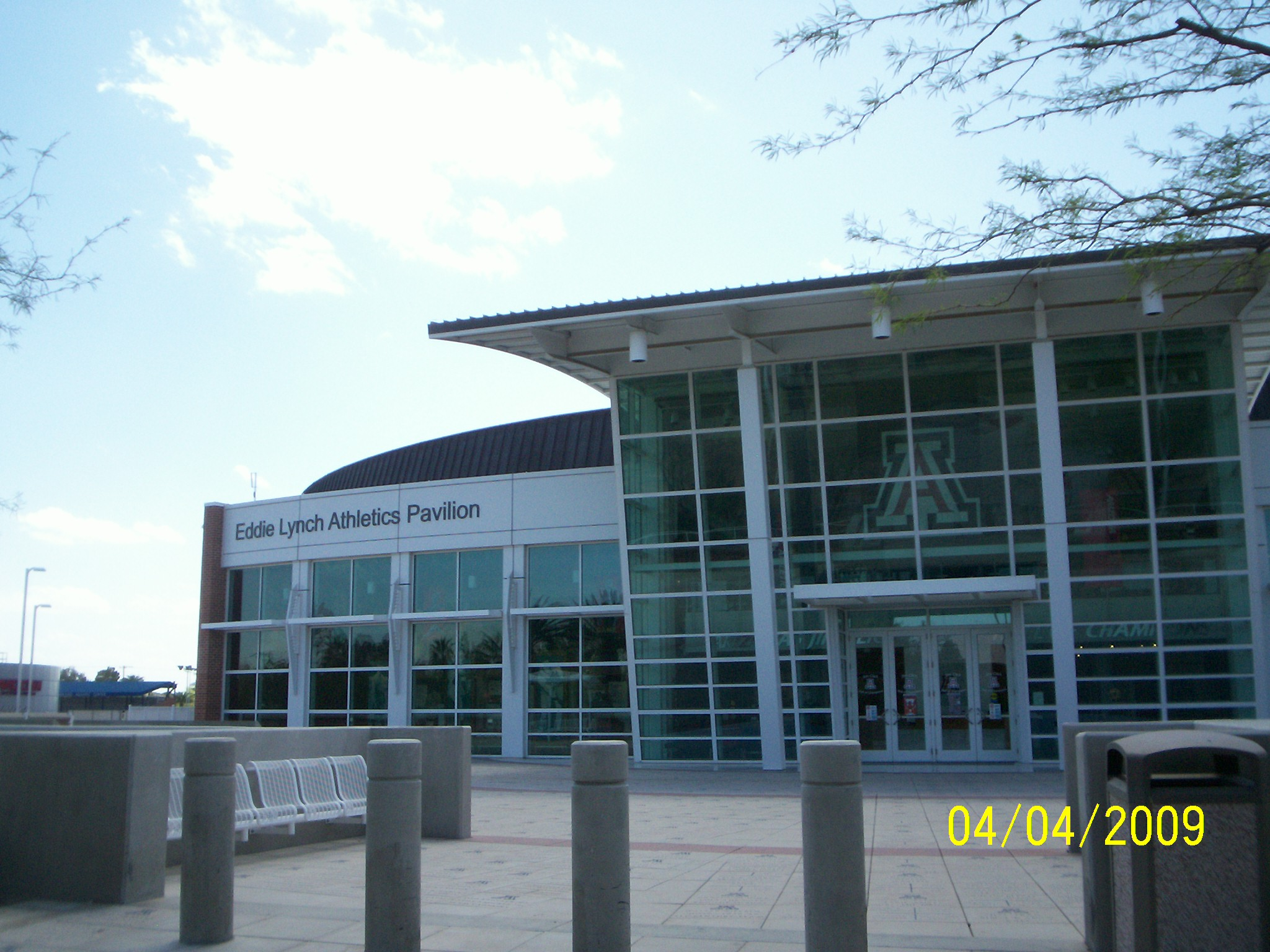
Eddie Lynch Athletics Pavilion